# Biblioteca de la Universidad de Varsovia
La Biblioteca de la Universidad de Varsovia (en polaco, Biblioteka Uniwersytecka w Warszawie,  acrónimo, BUW) fue fundada en 1816, siendo el lingüista Samuel Linde su primer director.
La colección se nutrió inicialmente de libros de teología e historia, aunque fue progresivamente ampliada con fondos de otras ramas científicas, hasta 1825. Hacia 1831, la Biblioteca alojaba unos 135.000 libros, y funcionaba como biblioteca pública. En ese mismo año y tras las revueltas de noviembre, la institución fue clausurada y la mayor parte de la colección llevada por las autoridades rusas a San Petersburgo. Hacia 1860, la colección había alcanzado la cifra de más de cuarto de millón de libros. La colección creció considerablemente, y un nuevo edificio fue construido entre 1891 y 1894 en la  Krakowskie Przedmieście.  Poco antes del estallido de la Primera Guerra Mundial, los fondos ascendían a más de 600.000 volúmenes. Durante la contienda, muchos fondos de gran valor fueron robados por las autoridades zaristas rusas en su huida y llevados a Rostov del Don. Después del Tratado de Riga, firmado en 1921, la mayor parte de las obras robadas fueron devueltas a Polonia. Durante la Segunda Guerra Mundial, parte de la colección fue destruida por el fuego. En la actualidad, la Biblioteca cuenta unos 3 millones de volúmenes.
En la década de los 90 del siglo XX, se abrió un concurso para iniciar la construcción de una nueva sede. El diseño por los arquitectos Marek Budzyński y Zbigniew Badowski resultó ganador, y la nueva sede de la biblioteca fue inaugurada el 15 de diciembre de 1999. Seis meses antes, el 11 de junio de 1999, el papa Juan Pablo II bendijo el edificio.
El nuevo edificio incluye un jardín botánico, localizado en la azotea, diseñado por la arquitecta paisajista Irena Bajerska. La fachada principal sobre la calle Dobra, contiene como ornamento grandes bloques de textos en polaco antiguo (Jan Kochanowski), griego clásico (Platón) y hebreo (Libro de Ezequiel).